# Мирко Марјановић
Мирко Марјановић (Книн 27. јул 1937 — Београд, 21. фебруар 2006) био је српски и југословенски политичар и економиста. Марјановић је био председник Владе Републике Србије и високи функционер Социјалистичке партије Србије.

## Биографија
Марјановић је рођен 27. јула 1937. године у Книну (Краљевина Југославија), где је завршио гимназију. Имао је 4 брата, укључујући близанца Вељка, и две сестре.
У сезони 1955/56. године наступао је на позицији крила за НК Динара из Книна. Почео је да студира Музичку академију у Загребу, али је променио преокупацију и студирао економију на Економском факултету у Београду, где је дипломирао 1960. Радио је у предузећу Твик у Книну, Рударско-металуршком комбинату Зеница, а затим у Прогресу, где је од 1979. био генерални директор спољнотрговинског предузећа.
Са руским Гаспромом основао је мешовиту фирму Прогресгас-трејдинг. Функцију директора, односно председника Управног одбора Прогреса задржао је и док је био председник владе. Био је једно време председник ФК Партизан.
Преминуо је на Војномедицинској академији у Београду 21. фебруара 2006. године.

## Политичка каријера
За председника Владе Србије биран је два пута - први пут 18. марта 1994, а други пут 24. марта 1998. Обе владе су биле коалиционе. У једној је партиципирала Нова демократија Душана Михајловића, а у другој Српска радикална странка Војислава Шешеља и ЈУЛ Мире Марковић у оквиру Леве коалиције.
Неколико закона донесених у време његовог мандата омогућили су репресију над професорима, студентима и новинарима који нису подржавали режим Слободана Милошевића. Посебно треба издвојити Закон о универзитету из 1998. године и Закон о информисању из 1998. године. Поднео је оставку на функцију председника Владе Србије 21. октобра 2000, након што су СПС-ДОС-СПО постигли договор о формирању прелазне републичке владе до превремених републичких избора крајем те године. Све укупно, то је један од најдужих премијерских мандата у Србији. Његов мандат падао је у време два рата (босанског и косовског) током распада Југославије, као и у време операције Олуја када се у Србију и Српску иселило целокупно становништво Српске Крајине и његовог родног града Книна.
Слободан Милошевић је Марјановића 23. децембра 2001. из затворске ћелије у Хагу овластио да га у одсуству заступа на функцију председника Социјалистичке партије, што је Марјановић чинио до августа 2002, када је разрешен те дужности.
Нова власт подносила је кривичне пријаве против њега, али оне нису имале судски епилог.
Аутор је књиге „У раљама досовске демократије“.